# ГЕС Врла-1
ГЕС Врла-1 — гідроелектростанція на південному сході Сербії у Пчинському окрузі, неподалік від кордону з Болгарією. Найвища вершина Власінського каскаду, до якого також відносяться ГЕС Врла-2, 3 та 4 (варто зауважити, що саме по долині річки Врла розташовані всі станції каскаду).
Каскад став першим великим гідроенергетичним проектом у Сербії, розпочатим у 1946 році зі спорудження двох гребель в заболоченій місцевості, з якої бере початок річка Власина (права притока Південної Морави, одного з витоків притоку Дунаю Великої Морави). Основна гребля, виконана як земляна споруда із глиняним ядром, має висоту 34,3 метра та потребувала 0,332 млн м3 матеріалу. Друга, так само земляна, але із асфальтовим екраном, при висоті у 23 метри має об'єм 0,034 млн м3. В результаті на місці торф'яних копалень утворилось озеро Власіна із об'ємом 165 млн м3 (корисний об'єм 107 млн м3).
Окрім природного стоку до сховища подається додатковий ресурс за допомогою чотирьох дериваційних споруд. Три з них, рух води по яких відбувається самопливом, з'єднані із північною частиною озера:
- канал «Чемерник» довжиною 14 км,  провадить водозабір із річок Чемерниця (ліва притока Власини,  впадає в неї нижче витоку озера), Stefanovska reka та Dojčinski potok;
- канал «Strvna» довжиною 16 км,  здійснює водозабір із річок Strvnička reka, Preka, Mrtvica та Polomski potok;
- канал «Єрма» довжиною 7,5 км постачає ресурс із річки Джерма (впадає в Нишаву, іншу праву притоку Південної Морави).
До південної частини озера приєднується система довжиною 22 км, якою надходить вода зі сховища, створеного на Божицькій Реці (один з витоків Драговиштіци, притоки Струми із басейну Егейського моря) неподалік від впадіння у неї притоку Лисина. На спорудження земляної греблі Лісіна висотою 53 метри використали 0,465 млн м3 матеріалу, що дало змогу утворити водойму об'ємом 9,3 млн м3 (корисний об'єм 7,5 млн м3). Окрім природного притоку вона поповнюється шляхом деривації з Любацької ріки (другий виток згаданої вище Драговиштіци). Від водосховища за допомогою насосної станції вода підіймається на висоту, яка дозволяє їй дійти далі самопливом до озера Власіне через систему каналів, тунелів та сифонів.
Від озера Власіне до машинного залу ГЕС Врла-1, розташованого в долині річки Врла (ще одна права притока Південної Морави, яка впадає у неї вище від Власини) веде дериваційний тунель довжиною 2,6 км, який дозволяє використати перепад висот у 338 метрів. Основне обладнання станції складають чотири турбіни типу Пелтон — дві потужністю по 11,2 МВт (перша черга, введена в експлуатацію у 1955 році) та дві по 14,2 МВт (друга черга, 1975 рік).
Відпрацьована вода відводиться у нижній балансуючий резервуар об'ємом 0,1 млн м3.